# Mariusz Orion Jędrysek
Mariusz Orion Jędrysek (ur. 28 kwietnia 1962 w Głubczycach) – polski geolog, nauczyciel akademicki i polityk, profesor nauk o Ziemi.
W latach 2005–2007 podsekretarz stanu w Ministerstwie Środowiska, w latach 2015–2019 sekretarz stanu w tym resorcie, w latach 2005–2007 i 2015–2019 główny geolog kraju, poseł na Sejm VII i VIII kadencji, przewodniczący Rady Międzynarodowej Organizacji Dna Morskiego (2006–2007, 2016–2017).

## Życiorys
W 1985 ukończył studia geologiczne na Wydziale Nauk Przyrodniczych Uniwersytetu Wrocławskiego. Równolegle w latach 1983–1984 studiował fizykę, a w latach 1984–1986 mineralogię-petrologię. W 1989 uzyskał na Uniwersytecie Wrocławskim stopień doktora nauk przyrodniczych, a w 1998 na tej samej uczelni stopień doktora habilitowanego. W 2004 otrzymał tytuł naukowy profesora nauk o Ziemi.
W latach 1986–1987 pracował jako geolog w Oddziale Dolnośląskim Państwowego Instytutu Geologicznego we Wrocławiu. Od 1994 jest kierownikiem pracowni, a następnie od 1998 Zakładu Geologii Stosowanej Uniwersytetu Wrocławskiego. Był twórcą specjalizacji w zakresie geochemii środowiska i gospodarki odpadami. Ponadto zorganizował studium doktoranckie ochrony środowiska. W 2008 został dyrektorem Międzywydziałowego Studium Ochrony Środowiska Uniwersytetu Wrocławskiego. W tym samym roku objął funkcję dyrektora ds. czystych technologii węglowych we Wrocławskim Centrum Badań EIT+, a w 2009 funkcję dyrektora Wrocławskiego Ośrodka Regionalnej Wspólnoty Wdrożeń Innowacji w Klimatycznym KIC.
Od 1980 działał w Niezależnym Zrzeszeniu Studentów, a następnie wstąpił do NSZZ „Solidarność”. W latach 2005–2007 sprawował urząd podsekretarza stanu w Ministerstwie Środowiska, pełniąc równocześnie funkcję głównego geologa kraju. W wyborach parlamentarnych w 2011 został liczbą 22 381 głosów wybrany do Sejmu jako bezpartyjny kandydat z listy Prawa i Sprawiedliwości w okręgu wrocławskim. W Sejmie VII kadencji przystąpił do klubu parlamentarnego Solidarna Polska. W lipcu 2012 został posłem niezrzeszonym, w listopadzie tego samego roku przystąpił do klubu parlamentarnego PiS.
W wyborach w 2015 z powodzeniem ubiegał się o poselską reelekcję, otrzymując 13 982 głosy. 19 listopada tego samego roku ponownie został wiceministrem środowiska (w randze sekretarza stanu), a także głównym geologiem kraju. W maju 2016 został także powołany na stanowisko pełnomocnika rządu ds. polityki surowcowej państwa. Z tych stanowisk odwołany w czerwcu 2019. W wyborach w tym samym roku nie uzyskał poselskiej reelekcji. Wszedł w skład komitetu wspierającego kandydaturę Karola Nawrockiego na prezydenta RP w wyborach w 2025.
Od 2006 do 2007 i od 2016 do 2017 przewodniczący Rady Międzynarodowej Organizacji Dna Morskiego z siedzibą na Jamajce.

## Wyróżnienia
- Tytuł honorowego obywatela miasta Kietrz (2006)